# 조던 버로스
조던 어니스트 버로스(영어: Jordan Ernest Burroughs, 1988년 7월 8일~)는 미국의 레슬링 선수이다. 2012년 하계 올림픽 남자 자유형 웰터급에서 금메달을 획득했으며, 세계 레슬링 선수권 대회에서 금메달 6개를 포함한 메달 9개, 팬아메리칸 게임 금메달 3개, 팬아메리카 레슬링 선수권 대회 금메달 5개를 획득했다. 2012년부터 2022년까지 올림픽과 세계 선수권 대회에서 금메달 7개를 획득하면서 미국 레슬링 최다 메이저 국제 대회 우승 기록을 세웠으며, 역사상 가장 위대한 자유형 레슬링 선수 중 한 명으로 간주된다.